# Cyanidiales
Cyanidiales T. Christensen, 1962, no sistema de classificação de Hwan Su Yoon et al. (2006), é o nome botânico de uma ordem de algas vermelhas unicelulares da  classe Cyanidiophyceae.
- O sistema de classificação sintetizado de R.E. Lee (2008) indica a ordem na classe Rhodophytina, divisão Rhodophyta.

## Taxons inferiores
Família 1.: Cyanidiaceae Geitler, 1935.
Gêneros: Cyanidium, Cyanidioschyzon
Família 2.: Galdieriaceae Merola, Castaldo, De Luca, Gambarella, Musacchio & Taddei 1981. 
Gêneros: Galdieria Merola et al., 1982.